# Seznam opatů Emauzského kláštera v Praze

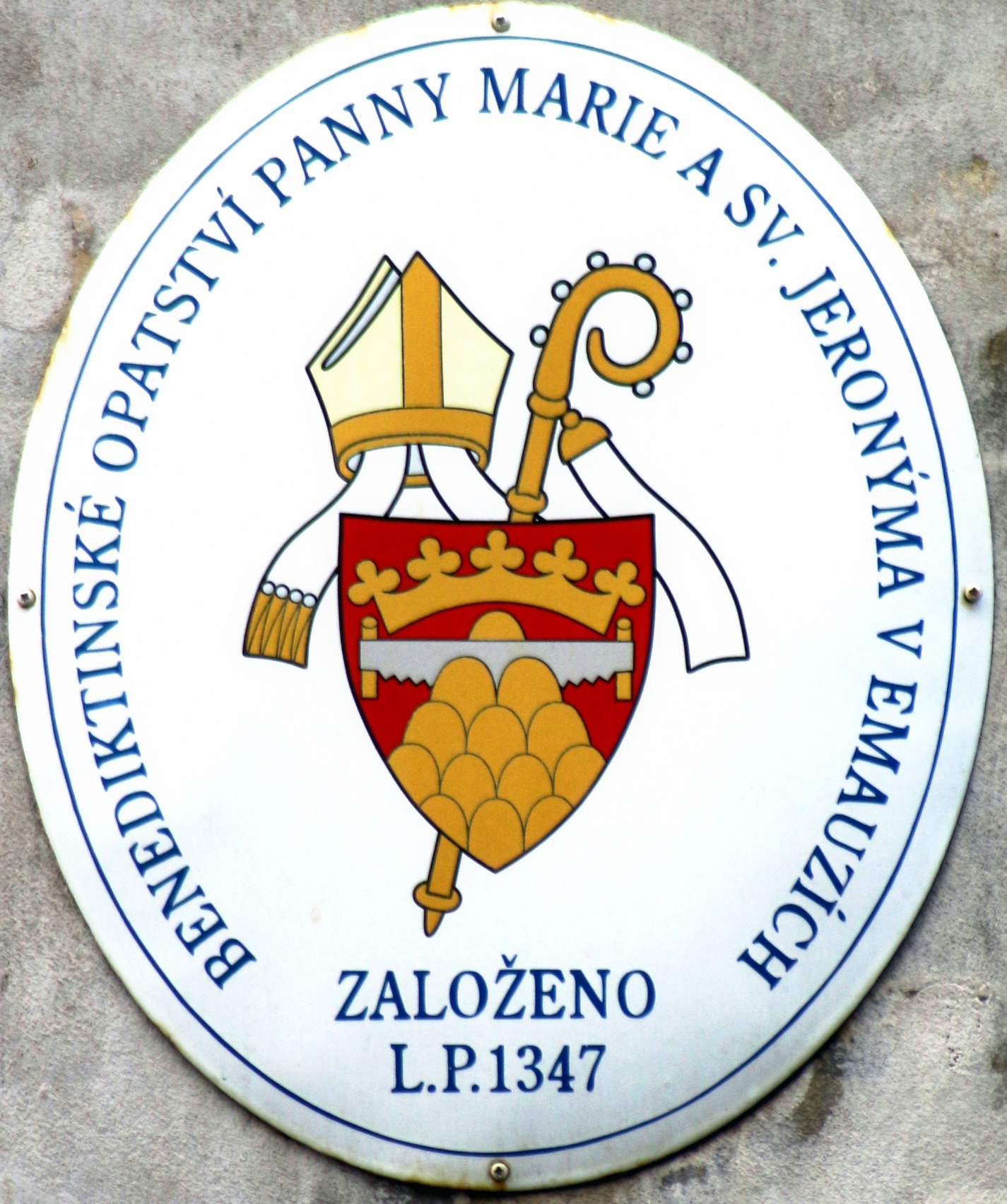
Znak Benediktinského opatství

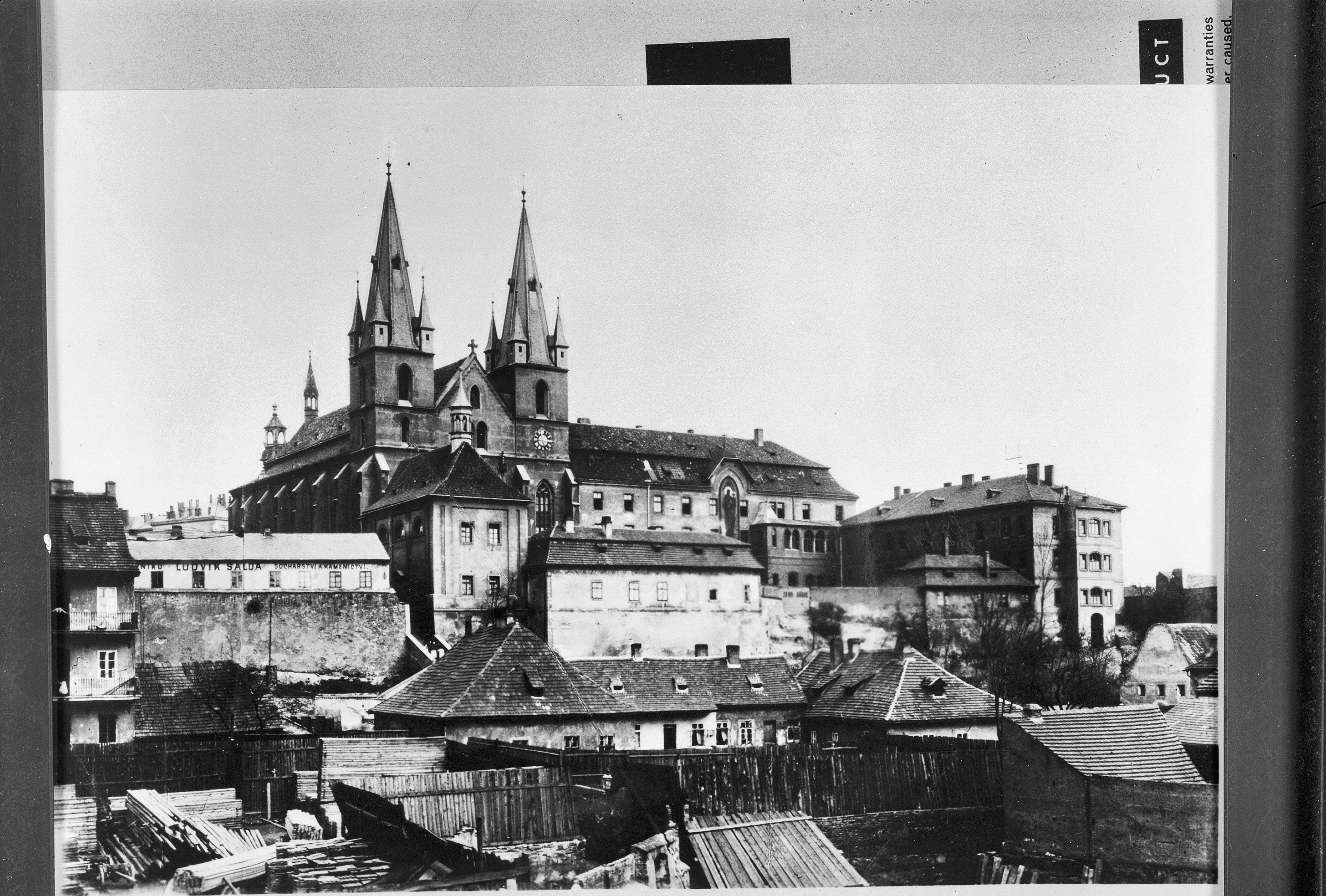
Historický pohled na Emauzský klášter v Praze

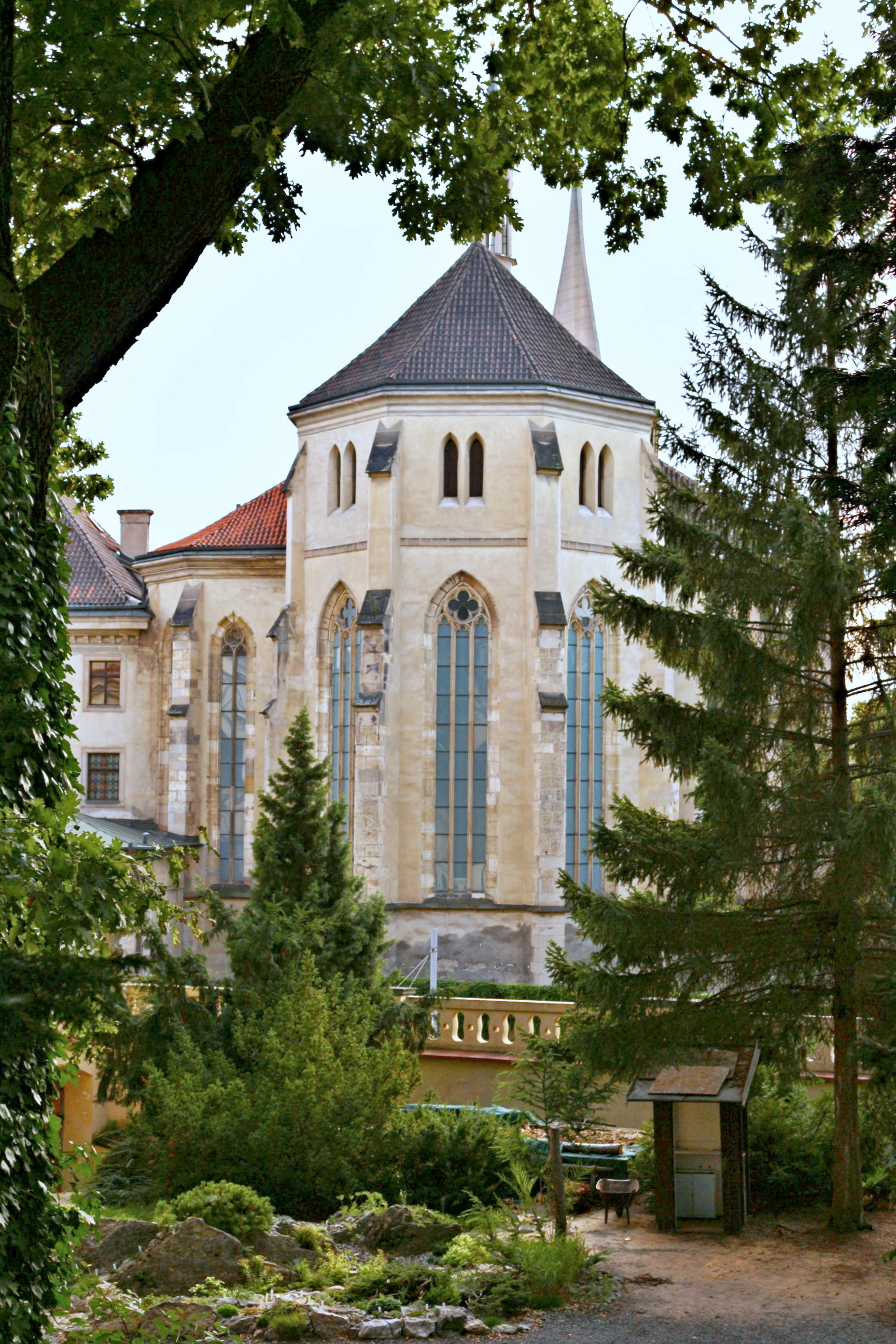
Emauzský klášter, kostel Panny Marie

Seznam opatů kláštera benediktinů "na Slovanech" neboli "v Emauzích" na Novém Městě Pražském od zřízení kláštera Karlem IV. po současnost. 

## Chronologický přehled opatů

### Období glagolitů
- 1347 (resp. od roku 1350) -1368 Jan
- 1368-1412 Pavel I.

### Utrakvistické období
- 1412-1426 Pavel II.
- do roku 1434 Řehoř Kříž
- 1441-1446 Havel[1]
- 1507-1510 Jiří Sovka Chrudimský
- 1510-1514 Martin z Vlašimi
- 1518-1523 Matěj Korambus
- do roku 1592 Matouš Benešovský, zvaný Philonomus

### Po návratu kláštera ke katolictví
- 1592-1607 Pavel Paminodas Horský
- 1607-1611 Petr Lodereker
- 1611 Placidus
- 1611-1612 Matyáš Pfeifer
- 1612-1613 Jan Benno Falkenberg
- 1615-1635 Adam Benedikt Bavorovský (administrátor z Rajhradu)

### Éra Montserratských benediktinů
- 1637-1646 Benedikt Peňalosa y Mondragon
- 1646-1657 Jan Caramuel z Lobkovic (cisterciák)
- 1661-1678 Antonín de Sottomayor
- 1678-1700 ThDr. Didacus Cambero  (po své resignaci přesídlil do Klokot u Tábora)
- 1700-1704 Emanuel Privey
- 1704-1708 Antonín Vogl de Kreylern
- 1709-1720 Martin Zedlitz
- 1720-1729 Arnošt Schrattenbach
- 1730-1740 Maxmilián Bach
- 1740-1766 Martin Schmitt
- 1766-1774 Anselm Günther
- 1775-1782 Vít Adam (po jeho smrti klášter podřízen Břevnovu)
- 1782-1783 Placidus Čemž (administrátor)
- 1783-1789 Fabián Piskáček (administrátor)
- 1789-1803 Prokop Škoda (administrátor, za něj došlo k obnovení autonomie kláštera, od roku 1801 opat)
- 1804-1819 Leopold Žalda
- 1819-1838 Robert Petr (administrátor)
- 1838-1840 Karel Kilián (administrátor)
- 1840-1871 František Xaver Částka
- 1871-1880 Emanuel František Hrdlička (administrátor)

### Érabeuronských benediktinů
- 1880-1885 dr. Maurus Wolter
- 1885-1908 Benedikt Sauter
- 1908-1920 Alban Schachleiter
- 1920-1922 administrátorem kláštera arciopat z Beuronu
- 1922-1942 Arnošt Vykoukal (v letech 1922-1925 administrátor a poté opat, v roce 1941 klášter nuceně zrušen nacisty, opat zemřel v koncentračním táboře)

### Emauzská komunita vexilu
- 1946-1969 Maurus Verzich (od roku 1948 v exilu v Itálii)
- 1969-1990 Cyril Stavěl (převor-administrátor, v exilu v Itálii)

### Od obnovení kláštera vroce 1990
- 1990-2004 Vojtěch Engelhart (převor-administrátor)
- 2004-2010 Marian Jan Klener (převor-administrátor, po roce 2010 superior komunity v klášteře)
- 2010-2016 Edmund Wagenhofer (převor-administrátor, z arciopatství v Salcburku)
- 2016-2019 Augustin Ladislav Gazda (převor-administrátor, z Rajhradu)
- od 1. 7. 2019 Prokop Petr Siostrzonek (převor-administrátor, z Prahy-Břevnova)